# Гормоны гипоталамуса
Гормоны гипоталамуса — важнейшие регуляторные гормоны, производимые гипоталамусом. Все гормоны гипоталамуса имеют пептидное строение и делятся на 3 подкласса: рилизинг-гормоны стимулируют секрецию гормонов передней доли гипофиза, статины тормозят секрецию гормонов передней доли гипофиза, и гормоны задней доли гипофиза традиционно называются гормонами задней доли гипофиза по месту их хранения и высвобождения, хотя на самом деле производятся гипоталамусом.
В подкласс рилизинг-гормонов гипоталамуса входят следующие гормоны:
- кортикотропин-рилизинг-гормон (кортиколиберин)
- соматотропин-рилизинг-гормон (соматолиберин)
- тиреотропин-рилизинг-гормон (тиролиберин)
- пролактотропин-рилизинг-гормон (пролактолиберин)
- люлитропин- рилизинг- гормон (люлиберин)
- фоллитропин-рилизинг- гормон (фоллилиберин)
- меланотропин- рилизинг-гормон ( меланолиберин)

В подкласс статинов входят : 
- соматостатин
- пролактостатин
- меланостатин

В подкласс гормонов задней доли гипофиза входят:
- антидиуретический гормон, или вазопрессин
- окситоцин

Вазопрессин и окситоцин синтезируются в гипоталамусе, а затем поступают в гипофиз. Функция регуляции секреции.